# Боб Марлі
Боб Ма́рлі (Bob Marley), справжнє ім'я Роберт Неста Марлі (Robert Nesta Marley; 6 лютого 1945, Сент-Енн, Ямайка — 11 травня 1981, Маямі, Флорида, США) — виконавець регі, перший артист Ямайки, що зумів досягти міжнародного визнання. У своїх піснях він розповідав про труднощі і щоденну боротьбу народу Ямайки, створюючи портрети людей пригноблених і обділених, але щирих, світлих, натхненних, що було невичерпним джерелом їхньої сили. Його хист і темперамент залишили яскравий слід у творчості багатьох поколінь етнічних музикантів. Завдяки йому сонячна музика Ямайки стала невід'ємною частиною світової музичної культури.

## Дитинство
Народився 6 лютого 1945 року в селі Найн-Майлз (Nine-Miles), провінція Сент-Енн, Ямайка. Його батько, Норвал Сірклей Марлі, служив офіцером морського флоту, коли познайомився з 18-літньою тубільною дівчиною, майбутньою матір'ю Боба Марлі. Занадто велика різниця у віці й соціальному статусі не принесла цій родині щастя. Роберт був ще дитиною, коли залишився без батька. Після декількох років життя в Найн-Майлз, 14-річним підлітком він вирушив на пошуки щастя в Кінгстон, столицю Ямайки. Роберт став учнем місцевого співака Джо Гіггса (Joe Higgs) і тоді ж познайомився, і близько зійшовся з Невілом О'Райлі Лівінгстоном (Neville O'Riley Livingstone) на прізвисько Банні (Bunny). Зблизила їх, причому на довгі роки, звичайно ж, любов до музики.

## Початок творчої діяльності
У 1962 році Боб Марлі записав перший сингл «Judge Not», але, не зумівши поділити гонорар із продюсером Леслі Конгом (Leslie Kong), порвав з ним відносини. У 1963 році Марлі зібрав свій першій гурт, який назвав Teenagers. Учасниками гурту були Пітер Тош (Peter Tosh), Банні Лівінгстон, Джуніор Брейтвейт (Junior Braithwaite), Бенерлі Келсо (Benerly Kelso) і Черрі Сміт (Cherry Smith). Гурт не раз змінював назву, називався Wailing Rudeboys, поки нарешті не перетворився в The Wailers. Незабаром у легендарній Studio One команда вже записувала свою першу серйозну роботу — сингл «I'm Still Waiting» із продюсером Коксоном Доддом (Coxsone Dodd).
На початку 1966 року, попри перший успіх і близько 70 уже готових пісень, учасники Wailers розбіглися хто куди. У лютому Боб Марлі одружився з Ритою Андерсон (Rita Anderson), вокалісткою групи Soulettes, і перебрався з нею в США, де жила його мати. Молоде сімейство поселилося в Нью-Йорку, і Боб знайшов роботу на фабриці. Його ентузіазму ледь вистачило на півроку. Повернувшись у жовтні 1966 року на Ямайку, він реанімував Wailers з участю Лівінгстона і Тоша. Усі троє музикантів до того часу примкнули до растафаріанів, адептів домінуючої на Ямайці віри Растафарі, що значно вплинула на світогляд Боба Марлі і всю його музичну творчість. Сам Марлі пізніше в інтерв'ю[джерело?] розповідав, що на нього значною мірою вплинули Маркус Гарві і Хайле Селассіє I
У 1968 році Wailers налагодили стосунки з продюсером Денні Сімсом (Danny Sims) і записали з ним масу нового матеріалу, хоча їхнє співробітництво протривало усього рік. Його замінив Лі «Скретч» Перрі (Lee «Scratch» Perry), під керівництвом якого музиканти зробили нові версії найвідоміших своїх пісень: «My Cup», «Duppy Conqueror», «Soul Almighty», «Small Ахе» й інших. За допомогою бек-групи Upsetters, що залучав Лі Перрі, у цей період Wailers додали звучанню регі ті характерні риси, що дозволили йому упевнено вийти на світовий музичний ринок: оригінальні ритми, могутній вокал і винахідливе продюсування.
Музиканти Upsetters, басовитий Естон Барретт (Aston «Family Man» Barrett) і його брат, барабанщик Карлтон Барретт (Carlton Barrett) у 1970 році влилися в ряди Wailers. Через рік команда заснувала власний незалежний лейбл Tuff Gong і встигла випустити трохи синглів, перш ніж вирушити до Лондона, де були узаконені їхні взаємини з компанією звукозапису Island Records, що взяла під свою опіку новостворений лейбл.

## Світова слава
Альбом 1973 року «Catch a Fire», дебют на Island Records, був у той же час і перший альбом групи, виданим за межами Ямайки. Пластинка принесла Wailers вдачу, інтерес до регі виявили меломани за межами Ямайки, що підтвердили гастролі групи в Америці і Великій Британії. Wailers продовжували завойовувати європейську й американську аудиторії, виступаючи на розігріві в таких ведучих артистів, як, наприклад, Брюс Спрінгстін (Bruce Springsteen). Скуштувавши перших плодів справжнього успіху, Лівінгстон і Тош вирішили вирушити в сольне плавання. Боб Марлі продовжив творчу кар'єру, заручившись підтримкою тріо I — Threes, у якому, крім його дружини Рити Марлі, грали також Марсія Гріффіт (Marcia Griffith) і Джуді Моватт (Judy Mowatt). Колектив Марлі з заново перетасованим складом одержав назву Bob Marley and the Wailers. Вони продовжували багато їздити з концертами аж до 1975 року, коли підійшов час розібратися з накопиченим матеріалом. З нових напрацювань вийшов міцний альбом «Natty Dread» (1975), перший у кар'єрі групи альбом, що потрапив у британський Тор-40 і американський Тор-100. Найефектнішим номером на альбомі був сингл «No Woman, No Cry», класичний зразок творчості Марлі, що піднявся на першу позицію англійського чарта.
Тріумфом Bob Marley and the Wailers у Великій Британії стали два шоу в лондонському залі Lyceum Ballroom, що пройшли з великим ажіотажем. Блискуче відігравши концерти для глядачів усіх рас і відтінків шкіри, за матеріалами двох виступів група підготувала концертний альбом «Live» (1975).
Популярність екзотичної команди росла по наростаючій, підкріплювана усе більш високою якістю нових релізів. У 1976 році пластинка «Rastaman Vibration» стрімко злетіла в чартах багатьох країн світу, потрапивши в Тор 10 Сполучених Штатів. Сингл «Roots, Rock, Reggae» скорив Тор 40 R&B-чарту США. Ігнорувати це явище, що зайняло свою унікальну нішу в поп-мейнстімі, було вже неможливо. Важливим свідченням визнання стало звання кращої групи 1976 року, за результатами опитування читачів журналу «Rolling Stone».
В міру зростання інтересу до творчості чорношкірого музиканта у світі, змінювалося і ставлення до нього на батьківщині. Боба Марлі почали сприймати як культову фігуру, національний символ, майже міфічного персонажа, кожне слово якого підхоплювалося і передавалося з вуст у вуста.
У 1977 році з'явився альбом Bob Marley and the Wailers «Exodus», кульмінаційна крапка в кар'єрі артиста. По усьому світі розлетілися хіти «Jamming», «Waiting in Vain», «One Love/People Get Ready», а сингл «Exodus» став найвищим досягненням команди в американських рейтингах продажів, відзначивши в Тор 20 чарта R&B. У створенні альбому брав участь розширений колектив музикантів, що включав, крім фронтмена і тріо I-Threes, також братів Барретів і лід-гітариста Джуліана «Джуніора» Марвіна (Julian (Junior) Marvin).

Через рік Марлі представив ще один LP «Kaya» (1978), що включав яскраві композиції «Is This Love» і «Satisfy My Soul». У Великій Британії диск прийняли чудово, він відзначився в першій п'ятірці національного рейтингу продажів, а сингл «Is This Love» зафіксований в англійському Тор 10. У США інтерес до альбому був набагато нижчим, в ефірі американських радіостанцій до того часу домінували диско і нова хвиля.
Новий студійний лонг-плей «Survival» Марлі записав у 1979 році. Британські шанувальники команди гарантували йому влучення в Тор 20. У червні 1980 року світ побачив 12-й альбом артиста — «Uprising» («Повстання»). Диск став наступним комерційним успіхом музиканта, у першу чергу у Великій Британії. Альбом «Uprising» і хіт-сингл «Could You Be Loved» скорили Тор 10. Останнє «повстання» Боба Марлі закінчилося трагічно. Відкривши велике світове турне чудовим виступом у тільки що звільненому Зімбабве, Bob Marley and The Wailers почали об'їжджати країну за країною, причому з величезним успіхом. Наприклад, їхній концерт просто неба у Мілані зібрав понад 100 тисяч глядачів. З не меншим захопленням музиканта вітали на Ямайці, але через погане самопочуття він не зміг відіграти на батьківщині всі заплановані концерти. Навесні 1981 року команда приїхала в Сполучені Штати. Під час шоу в нью-йоркському Центральному парку артист прямо на сцені знепритомнів. У госпіталі з'ясувалося, що в нього тяжка форма раку шкіри — меланома. Хвороба зайшла надто далеко, мали місце численні метастази.

## Смерть
Боб Марлі пішов з життя 11 травня 1981 року. Йому було 36 років. Його смерть і кінець кар'єри The Wailers не зупинили нову хвилю інтересу до його творчості. Рита Марлі, яка все життя підтримувала і супроводжувала чоловіка, після його смерті спробувала почати сольну кар'єру. Деякі її пісні, наприклад, «One Draw», «Many Are Called» і «Play Play», звернули на себе увагу меломанів, але до середини 1980-х років вона майже цілком відійшла від шоу-бізнесу і присвятила себе родині — адже за роки музичної активності Боба Марлі Рита паралельно з концертами і студійними записами встигла народити сімох дітей. Дейвід, старший син Боба Марлі, відомий більше як Ziggy, досить успішно вибудував свою артистичну кар'єру і став популярним поп-виконавцем, очолюючи групу Melody Makers. Це сімейний «бізнес»: у колективі залучені ще троє дітей Боба Марлі — Седелея (Cedelia), Стівен (Stephen) і Шерон (Sharon). Сингл Melody Makers 1988 року «Tomorrow People» скорив Тор 40 США. Ще троє нащадків Боба Марлі — Даміан (Damian), Джуліан (Julian) і Кай-Мані (Ky-Mani), теж обрали музичну кар'єру.

## Дискографія
| Рік  | Назва              | Примітки                                                                                    |
| ---- | ------------------ | ------------------------------------------------------------------------------------------- |
| 1970 | Soul Rebels        | Студійний альбом                                                                            |
| 1973 | Catch A Fire       | Студійний альбом                                                                            |
| 1973 | Burnin'            | Студійний альбом                                                                            |
| 1974 | Rasta Revolution   | Студійний альбом                                                                            |
| 1974 | Natty Dread        | Студійний альбом                                                                            |
| 1975 | Live!              | Запис концерту в «Lyceum Theatre», Лондон, липень 1975                                      |
| 1976 | Rastaman Vibration | Студійний альбом                                                                            |
| 1977 | Exodus             | Студійний альбом                                                                            |
| 1978 | Kaya               | Студійний альбом                                                                            |
| 1978 | Babylon by Bus     | Записи з концертів в Європі                                                                 |
| 1979 | Survival           | Студійний альбом                                                                            |
| 1980 | Uprising           | Студійний альбом                                                                            |
| 1984 | Legend             | Збірка; завдяки його популярності, неодноразово пізніше виходив в різних доповнених версіях |
| 1991 | Talkin' Blues      | Запис концерту в «Record Plant», Сан-Франциско, 1973                                        |
| 2003 | Live At The Roxy   | Запис концерту в «Roxy», Голлівуд, травень 1976                                             |

## Також
| Альбом                                                            | Рік  | Лейбл                         |
| The Wailing Wailers                                               | 1966 | Studio One                    |
| The Best of the Wailers                                           | 1970 | Beverley's                    |
| Soul Rebels                                                       | 1970 | Upsetter/Trojan               |
| Soul Revolution                                                   | 1971 | Upsetter/Trojan               |
| Soul Revolution Part II                                           | 1971 | Upsetter/Trojan               |
| African Herbsman                                                  | 1973 | Upsetter/Trojan               |
| Rasta Revolution                                                  | 1974 | Upsetter/Trojan               |
| Catch a Fire                                                      | 1973 | Island/Tuff Gong              |
| Burnin'                                                           | 1973 | Island/Tuff Gong              |
| Natty Dread                                                       | 1974 | Island/Tuff Gong              |
| Rastaman Vibration                                                | 1976 | Island/Tuff Gong              |
| Exodus                                                            | 1977 | Island/Tuff Gong              |
| Kaya                                                              | 1978 | Island/Tuff Gong              |
| Survival                                                          | 1979 | Island/Tuff Gong              |
| Uprising                                                          | 1980 | Island/Tuff Gong              |
| Confrontation (posthumous)                                        | 1983 | Island/Tuff Gong              |
| Концертні альбоми                                                 |      |                               |
| Live!                                                             | 1975 | Island/Tuff Gong              |
| Babylon by Bus                                                    | 1978 | Island/Tuff Gong              |
| Talkin' Blues (записано в 1973)                                   | 1991 | Island/Tuff Gong              |
| Live at the Roxy (записано в 1976)                                | 2003 | Island/Tuff Gong              |
| Компіляції                                                        |      |                               |
| Legend                                                            | 1984 | Island/Tuff Gong              |
| Reggae Greats                                                     | 1984 | Island/Tuff Gong              |
| Rebel Music                                                       | 1986 | Island/Tuff Gong              |
| Songs of Freedom                                                  | 1992 | Island/Tuff Gong              |
| Natural Mystic: The Legend Lives On                               | 1995 | Island/Tuff Gong              |
| Bob Marley: Reggae Legend                                         | 1999 | St. Clair                     |
| One Love: The Very Best of Bob Marley & The Wailers               | 2001 | Island/Tuff Gong              |
| Bob Marley and The Wailers: Trenchtown Rock (Anthology '69 — '78) | 2002 | Trojan Records                |
| Gold                                                              | 2005 | Island/Tuff Gong              |
| Africa Unite: The Singles Collection                              | 2005 | Island/Tuff Gong              |
| Компіляція записів пісень в Studio One 1963—1966                  |      |                               |
| One Love at Studio One (double CD)                                | 1991 | Heartbeat Records             |
| Simmer Down at Studio One                                         | 1994 | Heartbeat Records             |
| Wailing Wailers at Studio One                                     | 1994 | Heartbeat Records             |
| The Toughest — collection of Peter Tosh's Studio One recordings   | 1996 | Heartbeat Records             |
| Destiny: Rare Ska Sides from Studio One                           | 1999 | Heartbeat Records             |
| Wailers and Friends                                               | 1999 | Heartbeat Records             |
| Climb the Ladder                                                  | 2000 | Heartbeat Records             |
| Greatest Hits at Studio One                                       | 2003 | Heartbeat Records             |
| Компіляція записів пісень 1966—1971                               |      |                               |
| Feel Alright                                                      | 2004 | JAD Records/Universal Records |
| Best of the Wailers                                               | 2004 | JAD/Universal                 |
| Soul Rebels                                                       | 2004 | JAD/Universal                 |
| Soul Revolution Part II                                           | 2004 | JAD/Universal                 |
| Soul Revolution Part II(Upsetter Revolution Rhythm)               | 2004 | JAD/Universal                 |
| Universal Masters Collection                                      | 2004 | JAD/Universal                 |
| Original Cuts                                                     | 2004 | JAD/Universal                 |
| 127 King Street                                                   | 2004 | JAD/Universal                 |
| Ammunition Dub Collection                                         | 2004 | JAD/Universal                 |
| Wail'N Soul'M Singles Selecta                                     | 2005 | JAD/Universal                 |
| Grooving Kingston 12 (3-CD boxset)                                | 2004 | JAD/Universal                 |
| Fy-Ah, Fy-Ah (3-CD boxset)                                        | 2004 | JAD/Universal                 |
| Офіційно видані ремікси                                           |      |                               |
| Chances Are                                                       | 1981 | WEA                           |
| Soul Almighty: The Formative Years Vol.1                          | 1996 | JAD                           |
| Black Progress: The Formative Years Vol.2                         | 1997 | JAD                           |
| Dreams Of Freedom: Ambient Translations in Dub                    | 1997 | Island                        |
| Chant Down Babylon                                                | 1999 | Island                        |
| Shakedown: Marley Remix                                           | 2001 | JAD                           |